# Kružlová
Kružlová (in ungherese Ruzsoly) è un comune della Slovacchia facente parte del distretto di Svidník, nella regione di Prešov.